# Dalmau de Pavia
Dalmau de Pavia (italià: San Dalmazzo, Dalmazio) (mort el 254 o 304 dC) és venerat com a sant per l'Església catòlica romana. És possible que Dalmau fos simplement un predicador local del nord d'Itàlia, però es desconeix el segle en què va viure ni la forma de morir.
Va ser venerat pel que es deia d'ell a Pedona (l'actual Borgo San Dalmazzo). La seva biografia es va escriure als segles VII o VIII, el seu autor probablement fou un monjo llombard del monestir de Pedona que es dedicava a deixar escrita la tradició oral.
La seva biografia indica que Dalmau va néixer a Forum Germarzorum (el que actualment s'anomena San Damian) i fou un sacerdot i evangelitzador de Pedona. Al segle x, quan l'àrea de Pedona va ser devastada durant els atacs musulmanes, les relíquies de Dalmau va ser portades a Quargnento, on una inscripció a la seva tomba deia: [H]ic requiescit corpus sancti Dalmatii repositum ab Audace episcopo Astensi.
A França, una datació tradicional del segle IX indicava que havia mort un màrtir. Les llegendes més tardanes apuntaven que hauria evangelitzat diverses ciutats de Piemont, Emilia, i Gàl·lia, i va ser assassinat per la seva fe entre els anys 254 o 304.
La Martirologia romana, basada en llistes episcopals amb alguns errors, considera Dalmau un bisbe de Pavia i indica que la seva festivitat és el 5 de desembre.
És el patró de l'Església de Sant Dalmai, al poble de Sant Dalmai del terme municipal de Vilobí d'Onyar, així com també del poble italià de Lo Borg Sant Dalmatz.